# 곡산 척씨
곡산 척씨(谷山拓氏)는 황해도 곡산군을 본관으로 하는 한국의 성씨이다.

## 역사
검교대장군(檢校大將軍) 척위공(拓謂恭)의 아들 척준경(拓俊京)은 주리(州吏)의 집안 출신으로, 1104년(숙종 9)과 1107년(예종 2) 중군병마녹사(中軍兵馬錄事)로 동여진 정벌에 종군한 공으로 합문지후(閤門祗候)에 제수되고, 다시 길주(吉州)전투에서 공을 세워 공부원외랑(工部員外郎)이 되었다. 1117년 급사중(給事中)으로 서북면병마부사(西北面兵馬副使)가 되고, 지어사대사(知御史臺事)를 역임하였다. 1119년 동북면병마사, 1122년 위위경 직문하성(衛尉卿直門下省)을 거쳐 1123년(인종 1) 이부상서 참지정사(吏部尙書參知政事), 이듬 해 개부의동삼사 검교사도 수사공 중서시랑평장사(開府儀同三司檢校司徒守司空中書侍郎平章事)에 올랐다. 하지만 곧 관직에서 물러나 스스로 고향인 곡주로 돌아가자 인종이 이를 만류하며 문하시랑평장사(門下侍郎平章事)에 전보(轉補)하였다. 1126년 이자겸(李資謙)과 함께 군사를 일으켜 궁궐에 침범하여 문하시랑 판병부사(門下侍郎判兵部事)가 되었으나, 왕의 밀지를 받은 최사전(崔思全)의 설득으로 뜻을 바꾸어 이자겸을 잡아 귀양보냈다. 그 공으로 추충정국협모동덕위사공신(推忠靖國協謀同德衛社功臣)에 삼중대광 개부의동삼사 검교태수태보 문하시랑 동중서문하평장사 판호부사 겸 서경유수사 상주국(三重大匡開府儀同三司檢校太守太保門下侍郎同中書門下平章事判戶部事兼西京留守使上柱國)이 되고, 처 황씨(黃氏)는 제안군대부인(齊安郡大夫人)이 되었다. 1127년에 좌정언(左正言) 정지상(鄭知常)의 탄핵을 받아 암타도(巖墮島)에 유배되고, 이듬해 곡주로 이배되었다. 1144년에 조봉대부 검교호부상서(朝奉大夫檢校戶部尙書)에 기용되었으나 곧 별세하였다.
척준경의 동생 척준신(拓俊臣) 병부상서(兵部尙書)에 오르고, 수사공좌복야(守司空左僕射)에 추증되었다. 
척준경의 아들 척순(拓純)은 호부원외랑에 추증되었다.

## 본관
곡산(谷山)은 황해도 곡산군의 지명이다. 군의 대부분 지역은 대동강의 제2지류인 곡산천(谷山川)이 흐르고 있어 대동강 수계에 속한다.